# Jeep Gladiator (SJ)
Jeep Gladiator era o serie de pick-up-uri și alte vehicule comerciale bazate pe șasiul Jeep Wagoneer. Vehiculul a fost produs de AMC. Camioanele Willys Jeep și Jeep Forward Control și, de vreme ce Studebaker a fuzionat cu AMC, camionul a servit și ca înlocuitor pentru Studebaker Champ. Producția Studebaker Champ a continuat până în 1975 pentru piețele europene, unde a fost destul de populară, cu toate acestea, în 1975 a fost întreruptă definitiv și înlocuită oficial cu camionul Gladiator.

## Istoric
Introdus în 1962 pentru anul modelului 1963, Gladiator a fost un design convențional de pick-up caroserie pe cadru care împărtășea arhitectura de bază a cadrului și partea frontală cu break-ul cu tracțiune integrală Jeep Wagoneer. Gladiatorele erau disponibile în RWD și 4WD, cu roți duble spate opționale. O inovație remarcabilă a fost suspensia față independentă disponibilă în locul unei osii frontale solide pe camioanele Gladiator cu jumătate de tonă de 4 roți. A fost un design IFS simplu cu o secțiune centrală Dana 44, care s-a dovedit supărătoare, nu s-a vândut bine, iar opțiunea a fost ștearsă în 1965. Cel mai probabil au fost produse foarte puține cu această opțiune.
Camioanele Gladiator erau disponibile ca: Cabină și Șasiu; Sabotor, Pat de miză; și rulote montate pe șasiu cu ampatamente extinse. Opțiunile pentru patul de încărcare erau Townside, Thriftside (un pat convențional, similar cu un Ford "Flareside" sau Chevrolet "Stepside") și patul cu mize, cu până la 8.600 lb (3.901 kg) G.V.W. și o capacitate de încărcare utilă de aproape două tone. AMC a cumpărat operațiunile Kaiser Jeep în 1970, când Kaiser Industries a decis să părăsească afacerea cu automobile. Camioanele Jeep s-au mutat pe toate motoarele AMC pentru a îmbunătăți performanța și a standardiza producția și întreținerea. Motorul Buick a fost înlocuit cu modelul V8s AMC de 360 cu în (5,9 L) sau 401 cu în (6,6 L).
Chrysler a cumpărat AMC în 1987. Linia completă Jeep Pickup nu a fost doar un model îmbătrânit, ci a concurat direct cu gama mai largă de camioane Dodge. Chrysler a întrerupt camioanele Jeep de dimensiuni complete, dar a continuat să construiască luxosul și extrem de profitabil Grand Wagoneer, care împărțea șasiul cu pickup-urile mari. După achiziția Chrysler, pick-up-ul compact Jeep Comanche (bazat pe platforma Jeep Cherokee (XJ)) a primit doar modificări minore și producția sa a continuat până în 1992.